# スターバト・マーテル (ペルト)
スターバト・マーテル（Stabat Mater ）は、アルヴォ・ペルトが作曲した、ソプラノ、カウンター・テノール、テノールとヴァイオリン、ヴィオラ、チェロのための声楽曲。演奏時間は約25分。

## 概要
1985年にアルバン・ベルク財団らの委嘱によって作曲された声楽曲で、同年に初演された。『ヨハネ受難曲』や『テ・デウム』に次いで、ペルトの最も大きい作品である。ペルトの作品の中では、この『スターバト・マーテル』は重要な作品として位置付けられており、歌詞はラテン語の詩を用いられている。